# Cochem
Cochem är en stad i Landkreis Cochem-Zell i förbundslandet Rheinland-Pfalz i sydvästra Tyskland. Staden är belägen vid floden Mosel. Staden har cirka 5 300 invånare. Den är huvudort i distriktet Cochem-Zell och ingår i kommunalförbundet Verbandsgemeinde Cochem tillsammans med ytterligare 22 kommuner. Stadens invånarantal gör Cochem till den näst minsta kreisstaden (distriktshuvudorten) i Tyskland, efter Kusel.
Turism är en viktig näring i staden, med Cochems kejserliga slott som viktigaste turistattraktion.